# Örebro
Örebro ( ouça a pronúncia) ou Orebro (por adaptação tipográfica) é uma cidade da província de Närke, na região da Svealand, na Suécia. É conhecida pelo seu emblemático castelo, rodeado de fossos, em plena cidade, e pelos seus trilhos de bicicleta e de passeios a pé.
É sede da comuna de Örebro, e capital do condado de Örebro. Possui 50,6 quilômetros quadrados e, segundo censo de 2023, havia 128 658 habitantes. Goza de uma posição central na Escandinávia, a 200 km de Estocolmo, 330 de Oslo e 280 km de Gotemburgo. Está localizada na margem ocidental do lago Hjälmaren, junto à foz do rio Svartån.

## Etimologia e uso
O nome geográfico Örebro deriva das palavras ör (banco de saibro) e bro (ponte), significando ”ponte sobre o banco de saibro”. A cidade está mencionada como "Ørabro", em 1260.
Em textos em português costuma ser usada a forma original Örebro, ocasionalmente transliterada para Orebro, por adaptação tipográfica.
| “ | De volta à Suécia, foi internado na cidade de Örebro, a 160 quilômetros de Estocolmo.                                                                                       | ” |
|   | — Ana Paula Gomes Ferreira, O uso indiscriminado de antibióticos e suas consequências através de uma abordagem CTS (ciência, tecnologia e sociedade) no ensino de biologia. |   |

## História

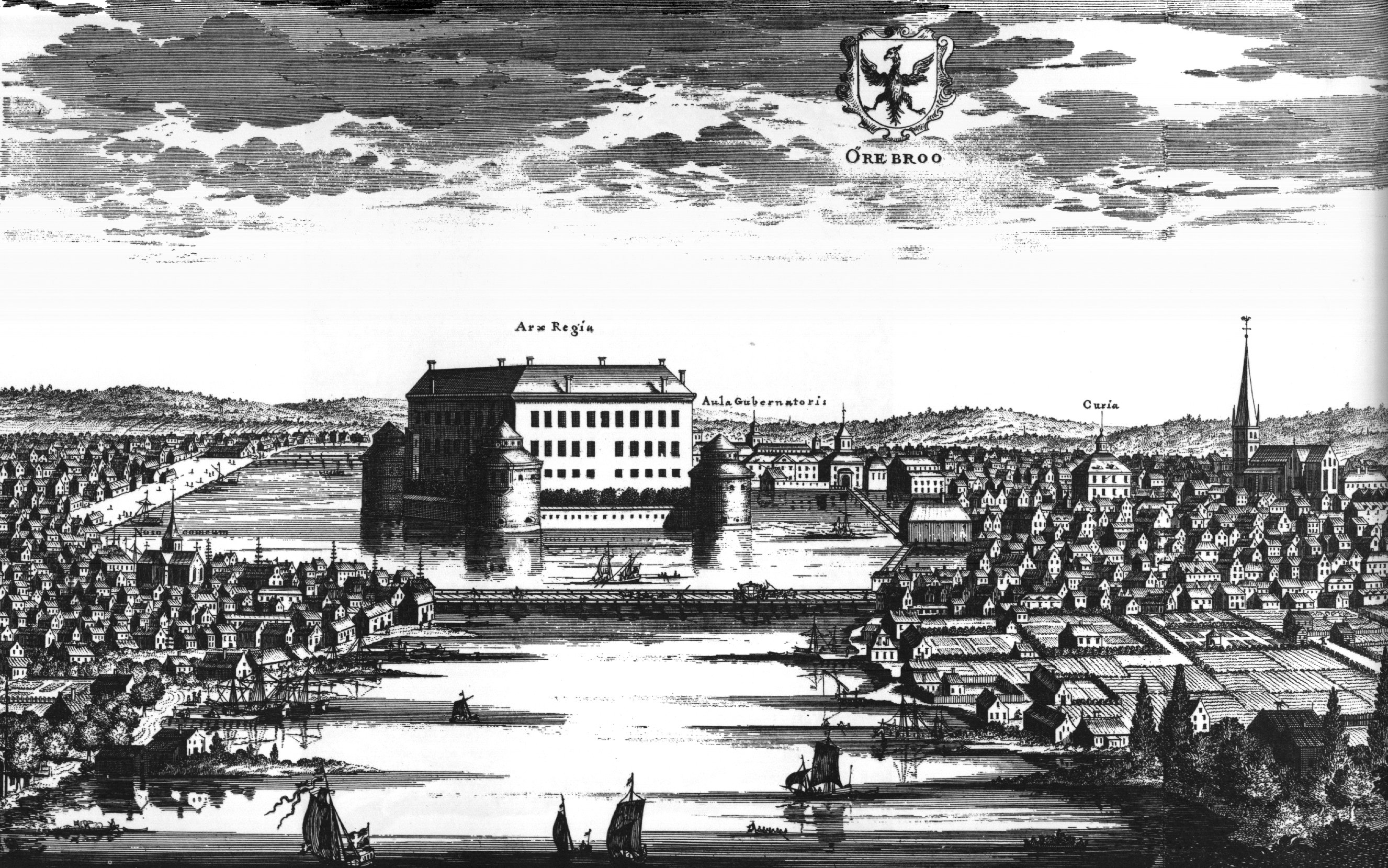
Örebro por volta de 1680, segundo a Suecia antiqua et hodierna.

Örebro cresceu como local de comércio na encruzilhada em torno da ponte atravessando o rio Svartån. Era o ponto de encontro dos caminhos terrestres com ligação à Västergötland, Östergötland, Värmland, Västmanland, Dalarna, e das rotas aquáticas ligando o lago Hjälmaren ao vale do Mälaren. Recebeu o privilégio de cidade (stadsprivilegier) por volta do século XIII e o castelo de Örebro foi erigido no século XIV para defender o local.
Em 1810, foi o lugar da reunião do Parlamento, na qual o marechal francês Bernadotte foi eleito sucessor ao trono da Suécia. Em 1812, foi assinado na cidade o Tratado de Paz de Örebro, entre a Suécia e a Grâ-Bretanha, após uma curta guerra em 1810-1812, na qual não foi disparado um único tiro.
A primeira via férrea do país, entre Köping e Hult, viu a luz do dia em 1852. A primeira grande empresa da cidade – uma fábrica de espingardas - foi fundada em 1600. No final do século XIX, houve um rápido desenvolvimento industrial, marcado por uma grande fábrica de fósforos, pela ascensão a centro de produção de sapatos da Suécia, e pela fundação de uma grande fábrica de biscoitos.
O declínio económico atingiu Örebro na década de 1960. Para recuperar a sua posição a cidade recebeu várias instituições administrativas e de serviços tais como o Instituto Nacional de Estatística e a Universidade de Örebro.

## Comunicações
Em Örebro confluem duas estradas europeias – a E18, ligando Karlstad a Estocolmo e a E20, ligando Malmö e Gotemburgo a Estocolmo. Existem duas estações ferroviárias, com ligações a Estocolmo, e às províncias de Västmanland, Dalarna, Gästrikland, Västergötland e Östergötland. O aeroporto de Örebro fica 12 km a oeste da cidade.

## Economia
Conhecida como a "cidade do sapato", por ter sido o centro nacional de produção de calçados na primeira metade do século XX, ainda tem certo carácter industrial, apesar do desaparecimento das fábricas de sapatos. Entre as suas indústrias, tem particular relevo a produção metalúrgica, de máquinas e de papel, assim como a investigação de alto nível tecnológico. Entre as empresas presentes na cidade estão a E.ON (energia), a Axfood Närlivs (grossista de produtos de consumo), a DHL (logística internacional e correio expresso), a Procordia Foods (produtos alimentares), e as oficinas ferroviárias SJ (transportes ferroviários estatais). Tem, todavia, adquirido cada vez mais carácter de cidade administrativa e de serviços de alta qualidade, com especial destaque para a Universidade de Örebro, para o Hospital Universitário de Örebro, e para o Instituto Nacional de Estatística.

## Educação
Örebro possuí uma rede de escolas de ensino básico e secundário, e dispõe igualmente de educação de adultos (Komvux), ensino superior popular (folkhögskola), ensino técnico superior profissional (yrkeshögskola) e ensino superior. Existem duas instituições de ensino superior na cidade - a Universidade de Örebro (Örebro universitet) e a Escola Superior de Teologia de Örebro (Örebro teologiska högskola) - e ainda uma escola secundária nacional (Riksgymnasiet i Örebro) com regime de internato para deficientes auditivos.
| - Universidade de Örebro (Örebro universitet) - Escola Superior de Teologia de Örebro (Örebro teologiska högskola) - Escola Superior Popular de Örebro (Örebro folkhögskola) - Campus Risbergska (Campus Risbergska; educação de adultos, ensino de sueco para adultos, e centro de apoio a estudantes adultos) - Escola secundária nacional de Örebro (Riksgymnasiet i Örebro; com regime de internato para deficientes auditivos.) |

## Património histórico, cultural e turístico
Örebro dispõe de um património que reflete as suas raízes medievais e o seu papel histórico até aos nossos dias.
- Castelo de Örebro (Örebro slott)
- Igreja de São Nicolau (S:t Nicolai kyrka)
- Igreja de Olaus Petri (Olaus Petri kyrka)
- Museu Regional de Örebro (Örebro läns museum)
- Reserva cultural de Wadköping (com velhas casas de madeira)

## Personalidades ligadas a Örebro

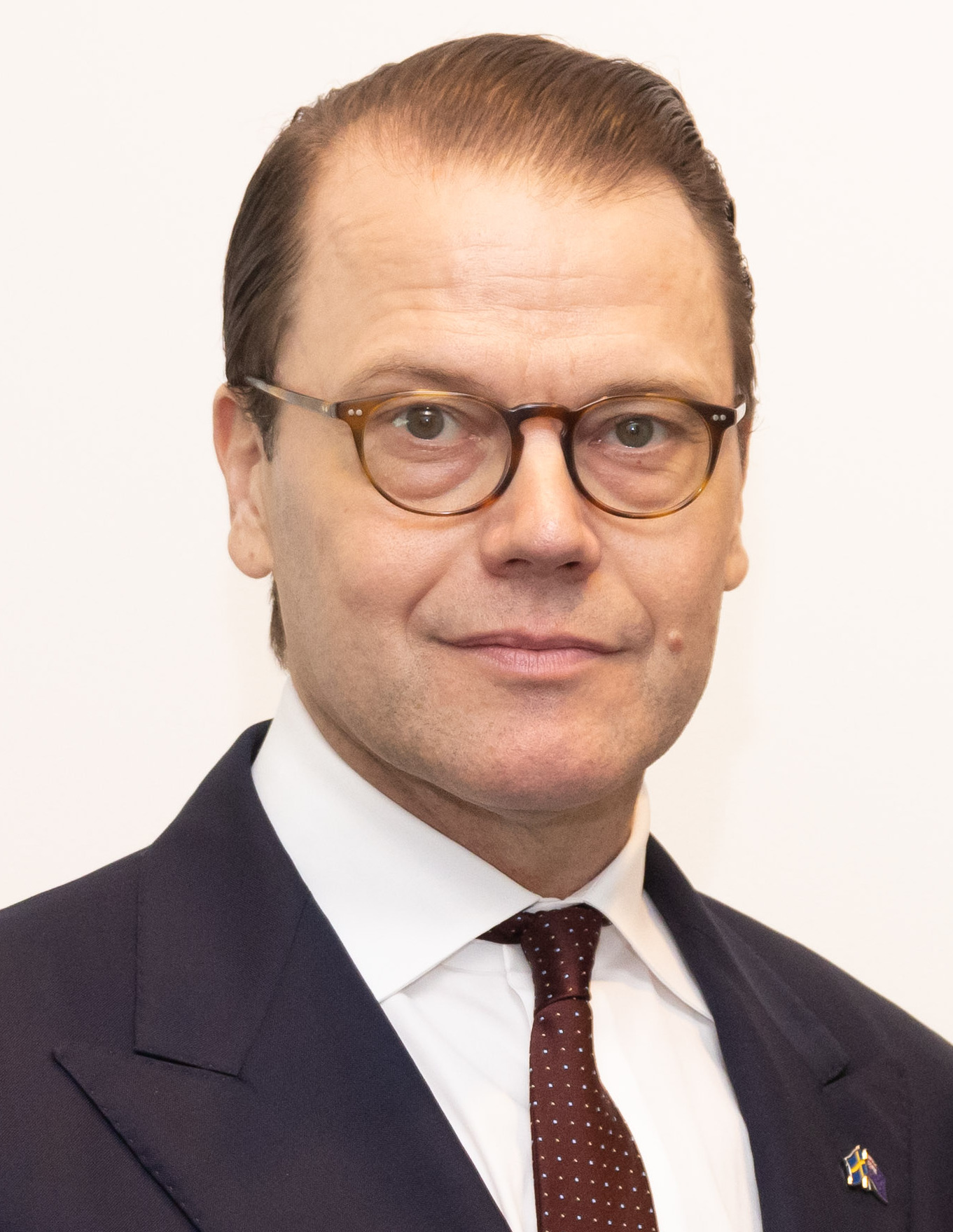
Príncipe Daniel, Príncipe e Duque de Västergötland
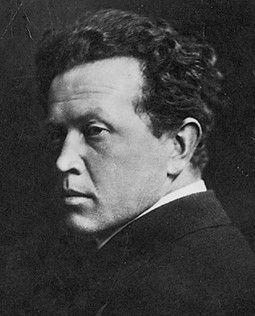
Hjalmar Bergman, escritor
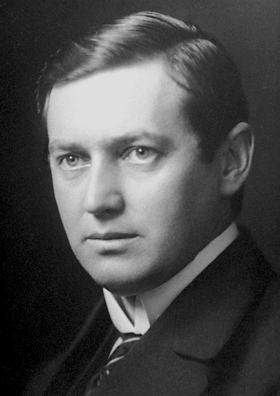
Karl Siegbahn (1886-1978), Prémio Nobel de Física de 1924
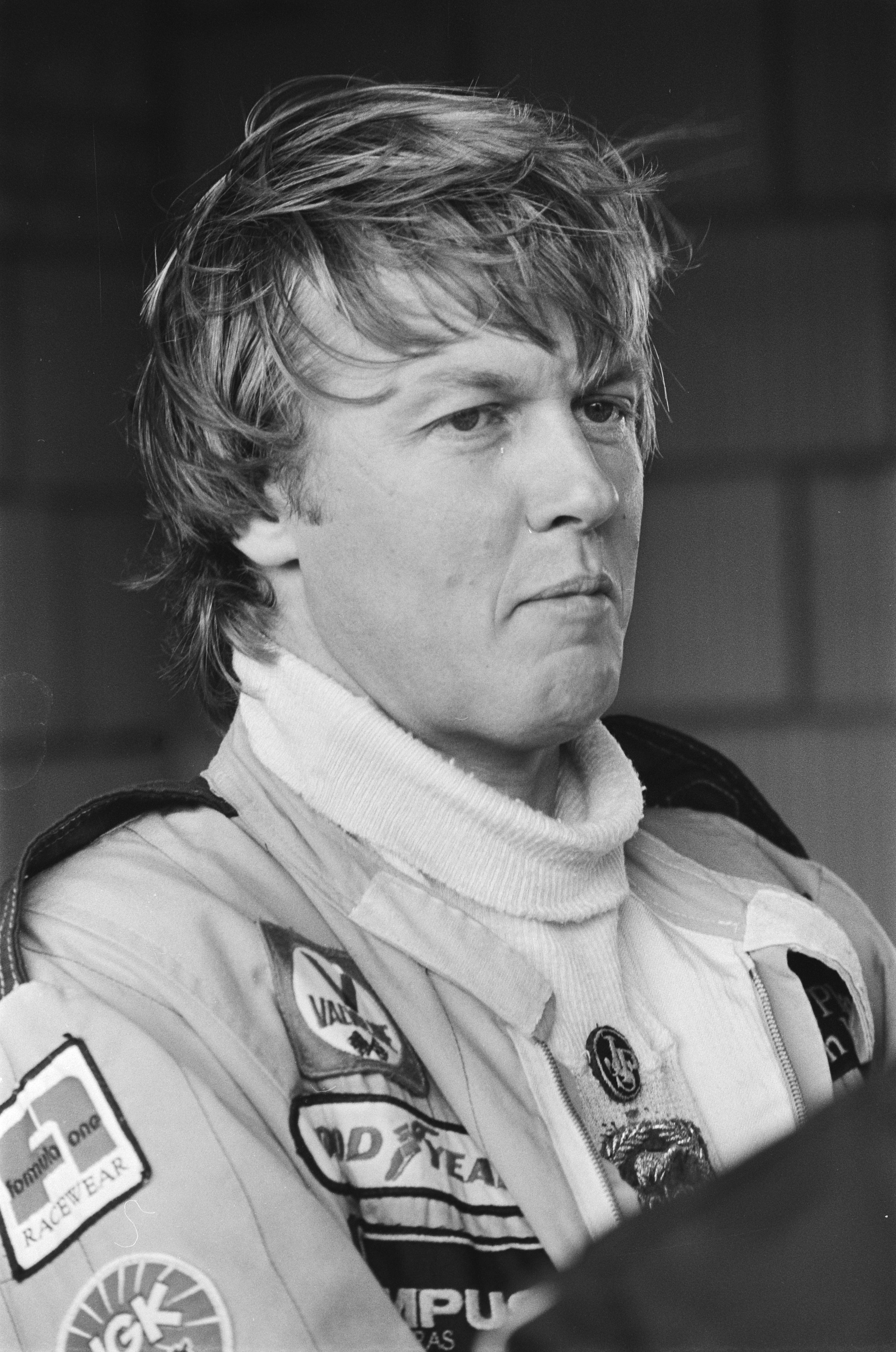
Ronnie Peterson (automobilista sueco do século XX)

- Cajsa Warg, escritora e governanta
- Príncipe Daniel, Príncipe e Duque de Västergötland
- Hjalmar Bergman, escritor
- Karl Siegbahn (1886-1978), Prémio Nobel de Física de 1924
- Millencolin, banda de hardcore melódico/punk rock
- Nina Persson, vocalista das bandas The Cardigans e A Camp
- Robert Roberts, criador do Champis e do mosto de Natal
- Ronnie Peterson (automobilista sueco do século XX)

## Desporto

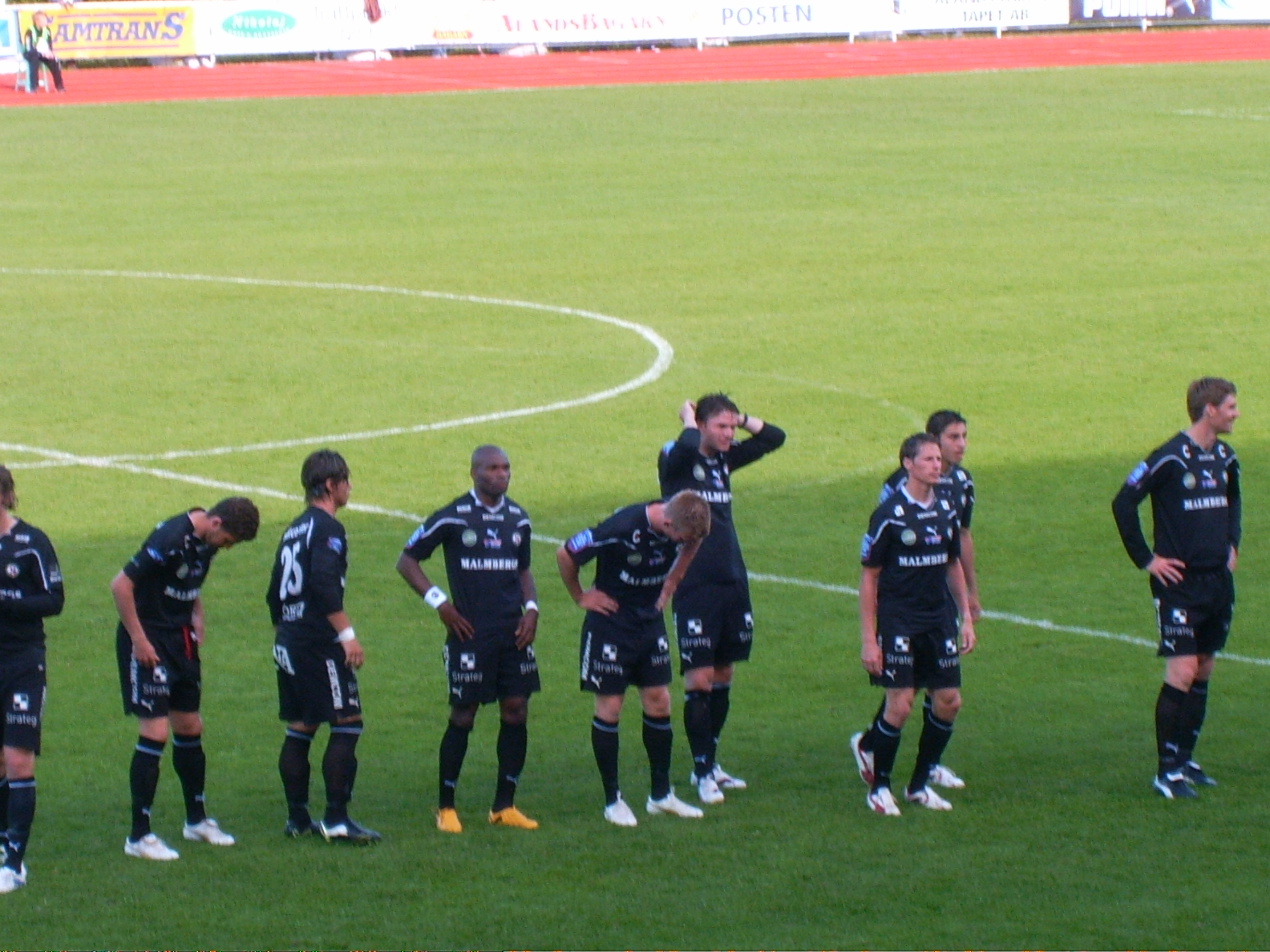
A equipa de futebol do Örebro SK em 2010 na Finlândia

Entre os desportos em destaque em Örebro, estão o voleibol e o hóquei no gelo, e ainda o motociclismo, o futsal e o futebol americano. Como clubes mais cotados da cidade, estão o Örebro SK (futebol) e o Örebro HK (hóquei no gelo), assim como o Örebro Volley (voleibol feminino), o KIF Örebro DFF (futebol feminino) e o Örebro Black Knights (futebol americano).
A Behrn Arena (hóquei no gelo, futebol, bandy) costuma ser apontada entre as suas arenas desportivas mais importantes.
| - Clubes - KIF Örebro DFF (futebol feminino) - Örebro HK (hóquei no gelo) - Örebro SK (futebol) - Örebro Black Knights] (futebol americano) - Örebro Volley (voleibol feminino) - Arenas - Behrn Arena (hóquei no gelo, futebol, bandy) |

## Galeria

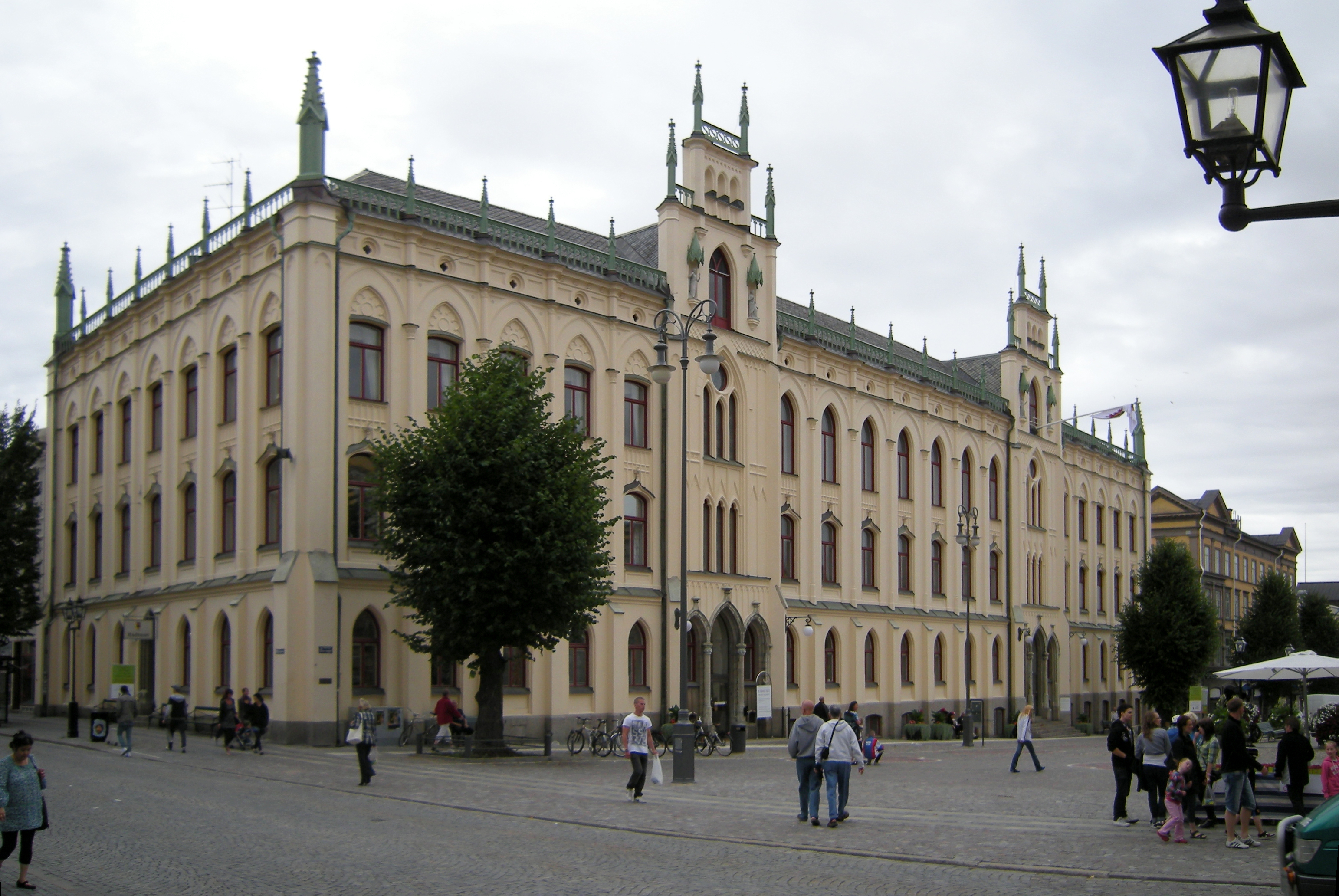
A câmara municipal
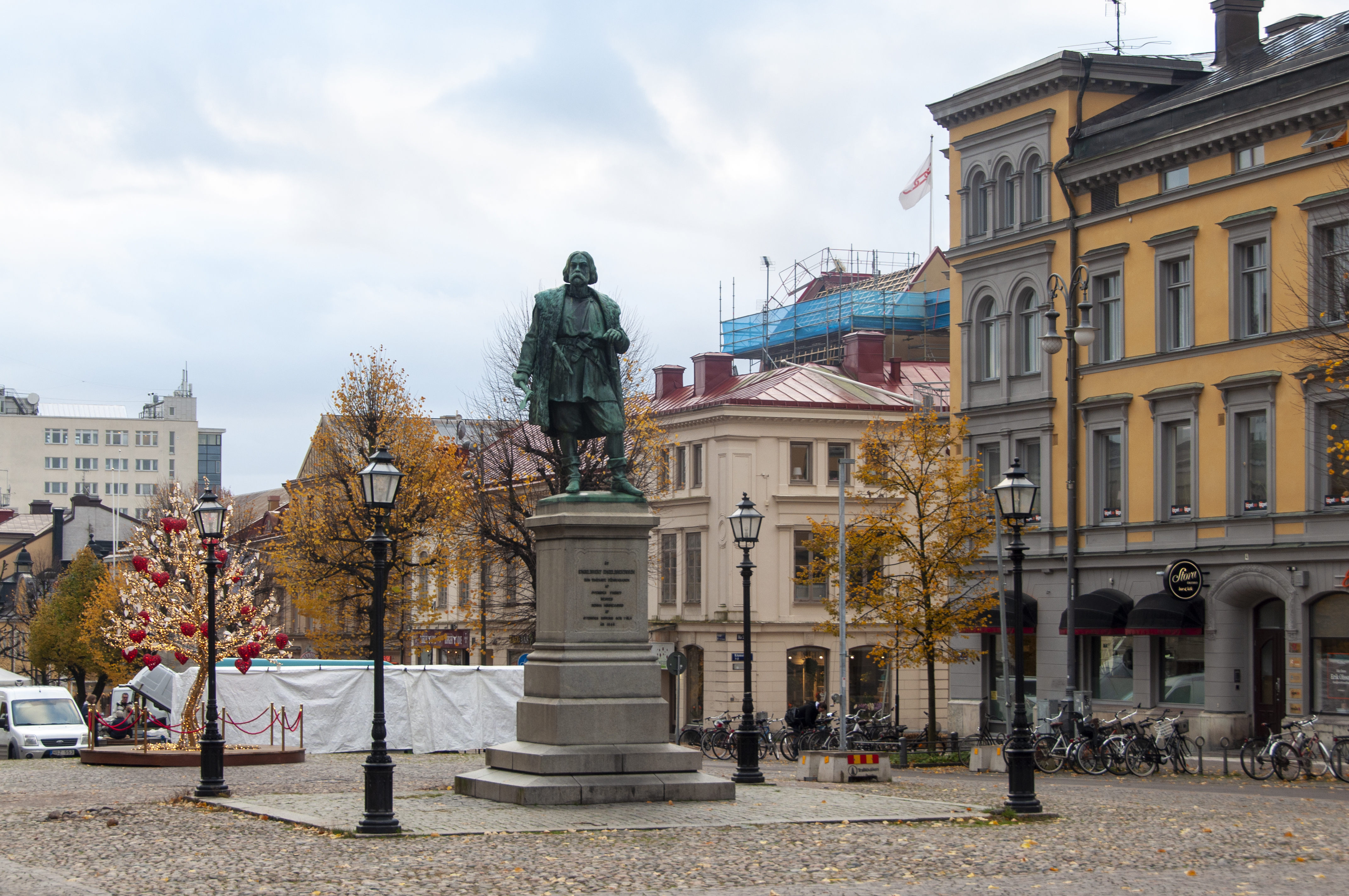
A praça Stortorget
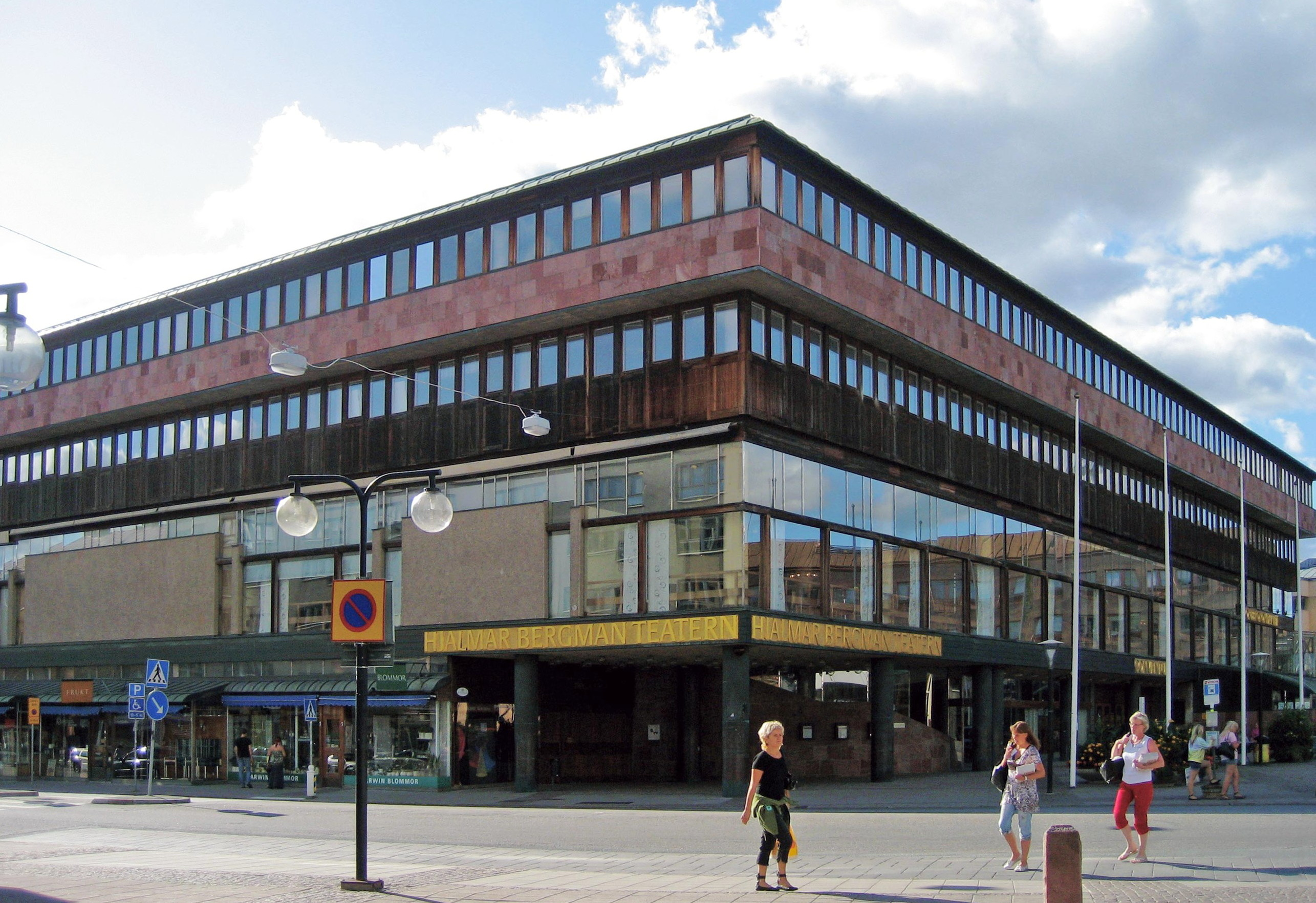
O Teatro Hjalmar Bergman na Casa do Cidadão (Medborgarhuset)
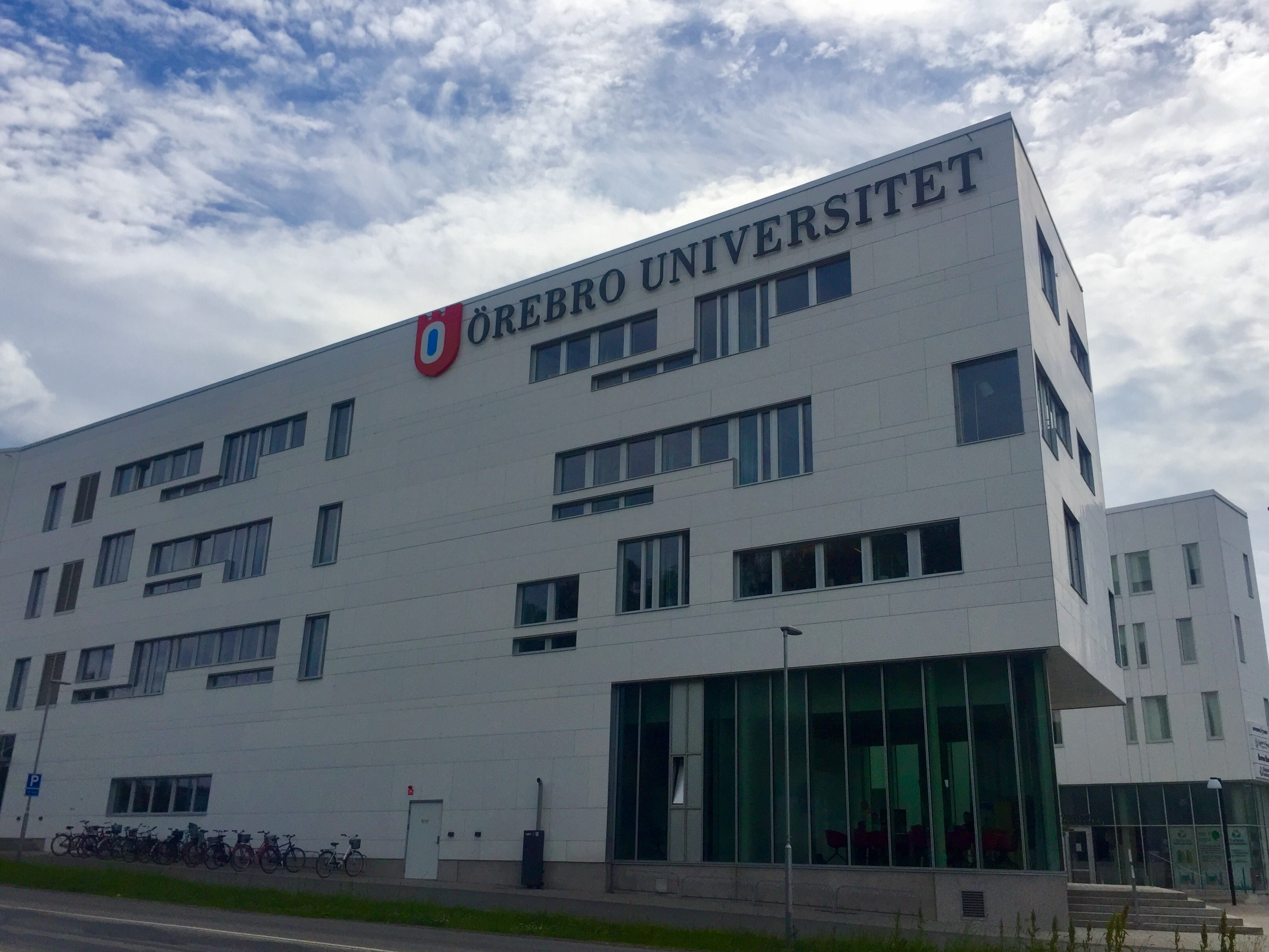
A Universidade de Örebro
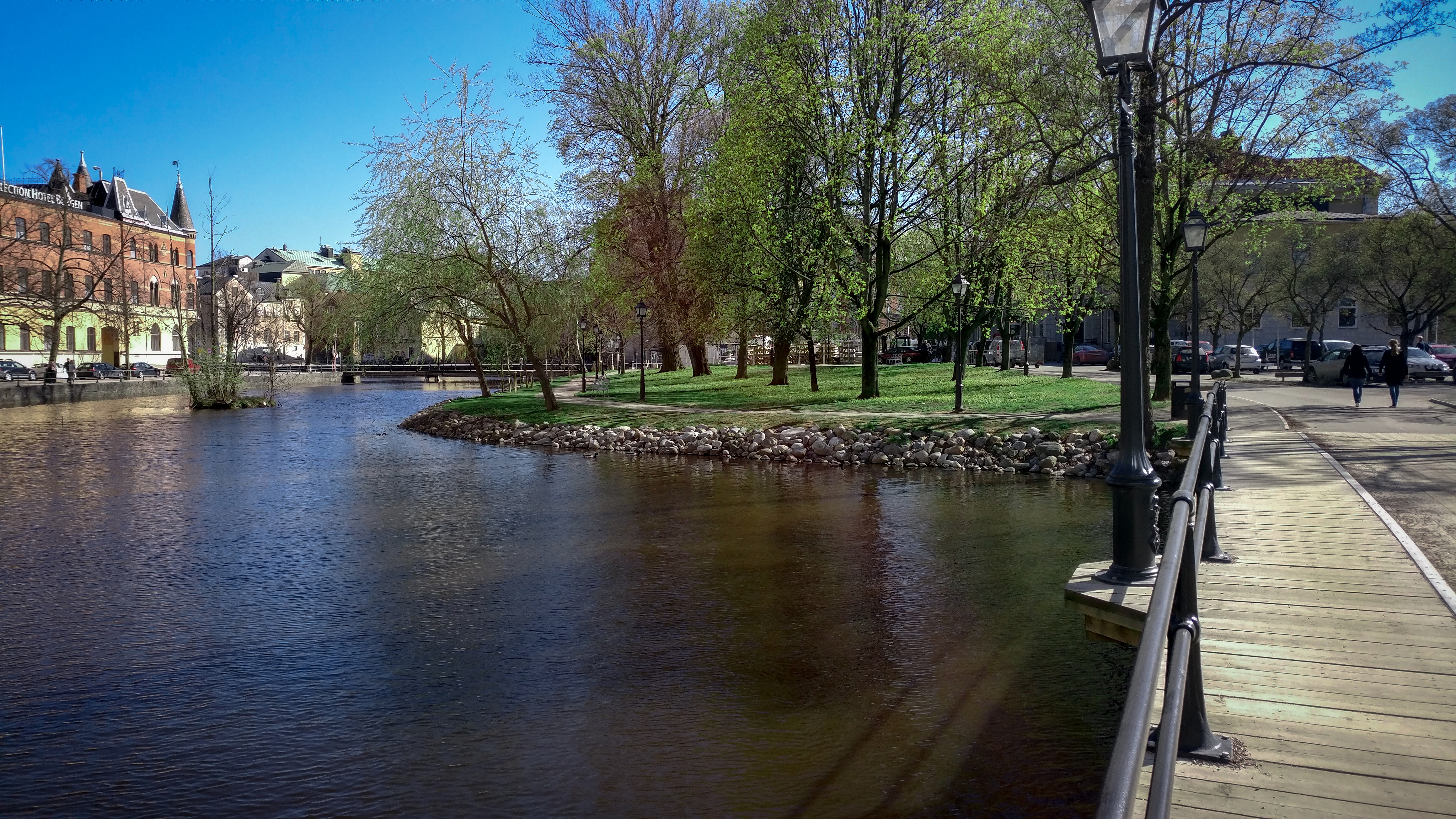
A ponte no meio da cidade
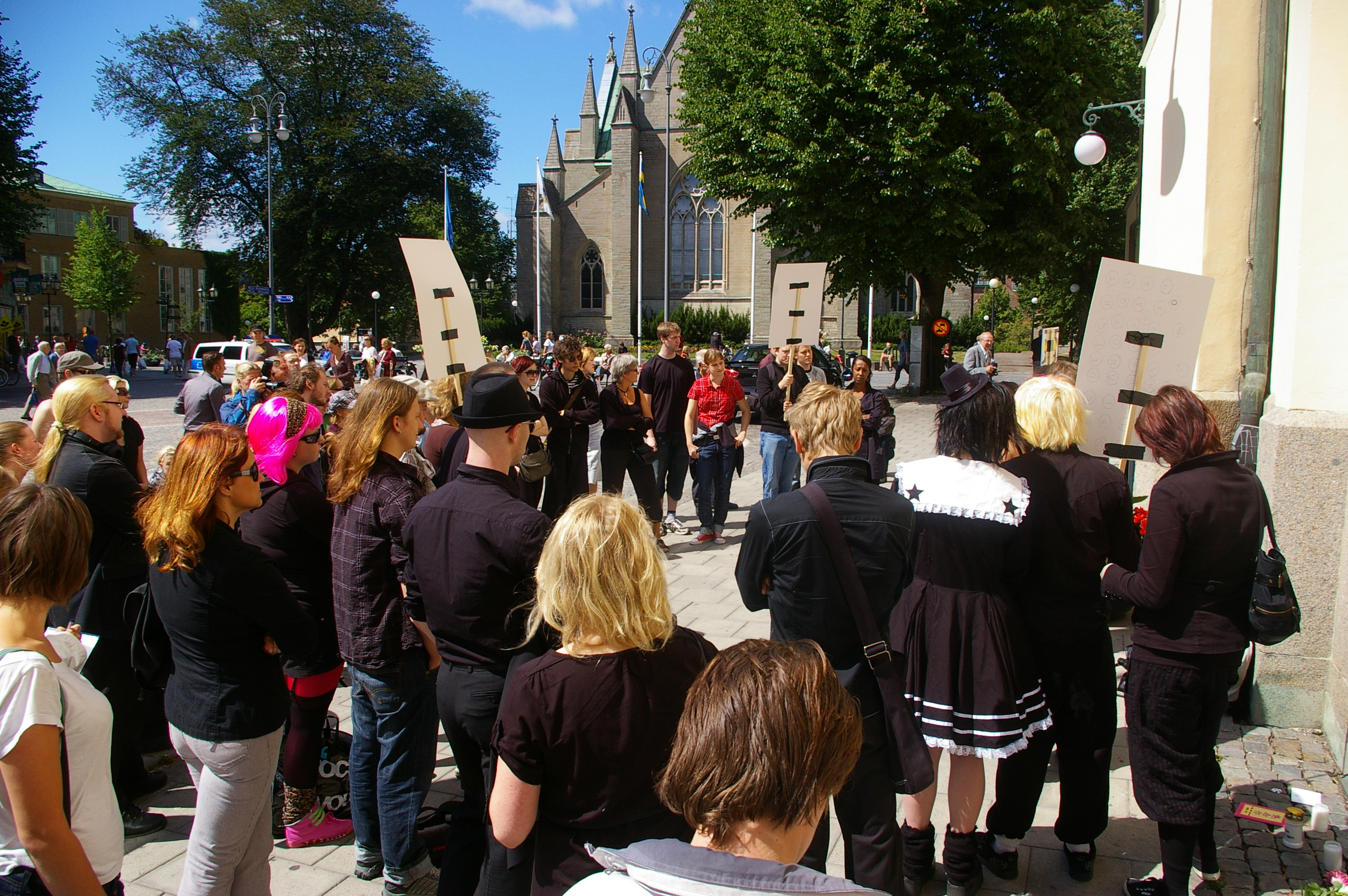
Manifestação em Örebro